# Campo de Tiro con Arco del Parque Olímpico de Pekín

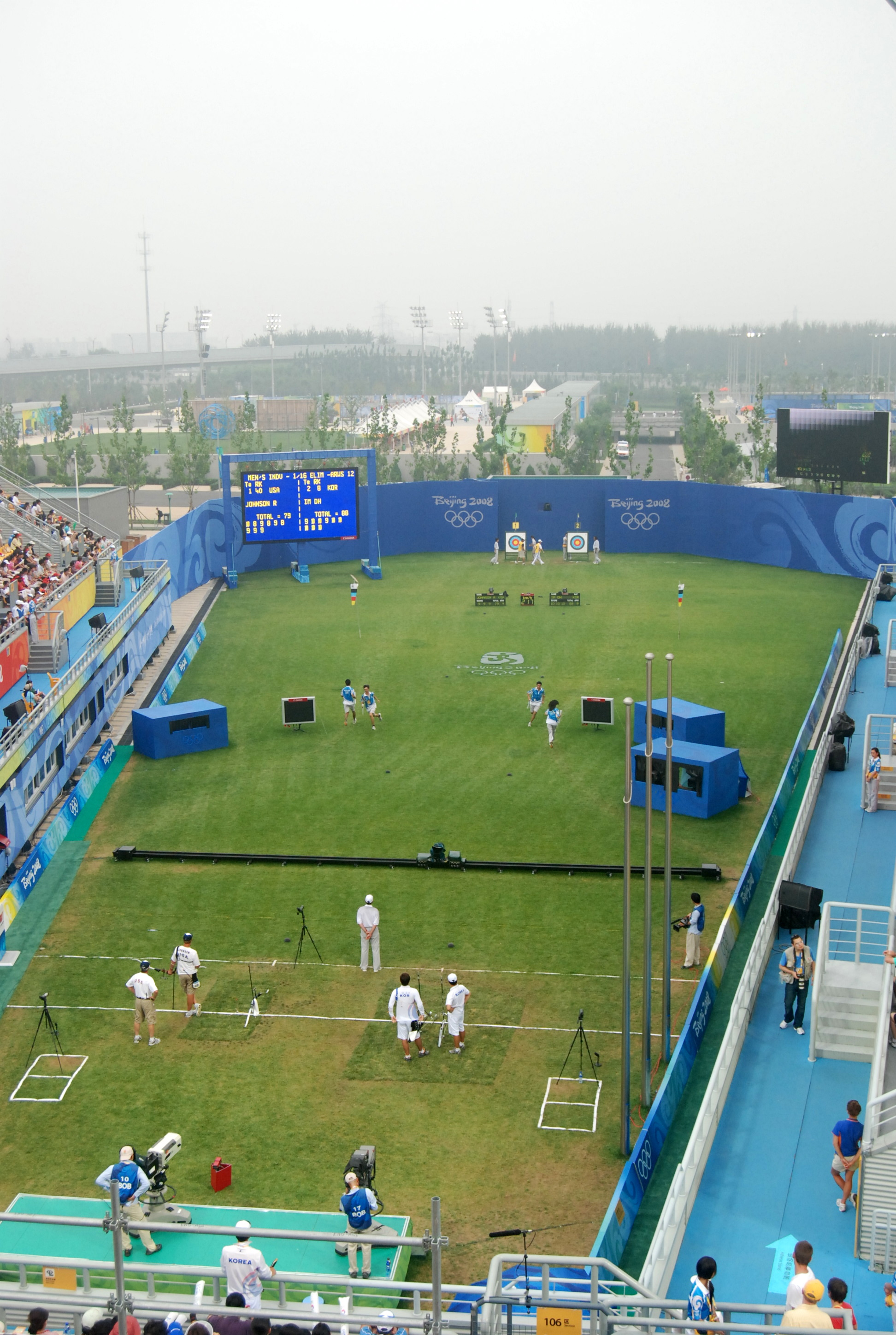
Campo de Tiro con Arco del Parque Olímpico de Pekín.

El Campo de Tiro con Arco del Parque Olímpico de Pekín fue una de las nueve instalaciones deportivas temporales para los Juegos Olímpicos de Pekín 2008. Estaba ubicado en el Parque Olímpico de Pekín (China) y tenía capacidad para 5.000 espectadores. En él se disputaron las competiciones de tiro con arco tanto en los Juegos Olímpicos como en los Paralímpicos. 